# ليون توماس الثالث
ليون جي. توماس الثالث (ولد في 1 أغسطس 1993) هو اميركي ممثل و منتج، كاتب أغاني ومغني، و هو موقع لتسجيلات كولومبيا/ تسجيلات روسترم. ومن المعروف انه لعب دور اندريه هاريس على سلسلة نيكلوديون المنتصر (مسرحية).

## الروابط الخارجية
- الموقع الرسمي
- ليون توماس الثالث على موقع IMDb (الإنجليزية)
- ليون توماس الثالث على موقع ألو سيني (الفرنسية)
- ليون توماس الثالث على موقع ميوزك برينز (الإنجليزية)
- ليون توماس الثالث على موقع أول موفي (الإنجليزية)
- ليون توماس الثالث على موقع قاعدة بيانات برودواي على الإنترنت (الإنجليزية)
- ليون توماس الثالث على موقع أول ميوزيك (الإنجليزية)
- ليون توماس الثالث على موقع ديسكوغز (الإنجليزية)
- ليون توماس الثالث على موقع قاعدة بيانات الفيلم (الإنجليزية)
- ليون توماس الثالث على موقع كينوبويسك (الروسية)

1. ↑  MusicBrainz (بالإنجليزية), MetaBrainz Foundation, QID:Q14005
2. ↑  Discogs (بالإنجليزية), QID:Q504063